# Godfried Dejonckheere
Godfried Dejonckheere, född 1 juli 1952, är en friidrottare från Belgien. Han deltog vid olympiska sommarspelen 1976, olympiska sommarspelen 1988 och olympiska sommarspelen 1992.